# ایوان وسلینوف
ایوان وسلینوف (بلغاری: Иван Веселинов؛ ۱۶ نوامبر ۱۹۲۶ – ۱۹۹۶ (۶۹−۷۰ سال)) وزنه‌بردار و ورزشکار اهل کشور بلغارستان بود.